# Оскар Кріно
Оскар Кріно (англ. Oscar Crino, нар. 9 серпня 1962, Буенос-Айрес) — австралійський футболіст, що грав на позиції півзахисника, зокрема за національну збірну Австралії.

## Клубна кар'єра
Народився в аргентинському Буенос-Айресі, а в десятирічному віці перебрався з родиною до Австралії.
У дорослому футболі дебютував 1983 року виступами за команду «Саут Мельбурн», в якій провів три сезони, взявши участь у 76 матчах чемпіонату. Більшість часу, проведеного у складі «Саут Мельбурна», був основним гравцем команди.
Згодом протягом 1985–1986 років грав на Кіпрі за «Анортосіс», після чого повернувся до Австралії, де виступав за команди «Футскрей ДЖАСТ» і «Престон Македонія». Завершив професійну кар'єру футболіста виступами за останню команду у 1991 році.

## Виступи за збірну
1981 року дебютував в офіційних матчах у складі національної збірної Австралії.
Загалом протягом кар'єри у національній команді, яка тривала 9 років, провів у її формі 37 матчів, забивши 6 голів. Був учасником футбольного турніру на Олімпійських іграх 1988 року.